# 서정희 (1886년)
서정희(徐廷禧, 1886년 10월 10일 포천 ~ 1950년 7월 납북)는 대한민국의 정치인이다.
- 한국전쟁 때 조선민주주의인민공화국으로 갔다.

## 역대 선거 결과
|  | 31.70% |

|  | 8.94% |

## 참고자료
- 《대한민국 의정총람》, 국회의원총람발간위원회, 1994년
- 서정희 - 대한민국헌정회
- 이성규[1],《서정희(상)》,《서정희(하)》,지식산업사, 2006년